# 겉보기힘
겉보기힘(영어: fictitious force)은 관성계가 아닌 좌표계에서, 뉴턴의 제2법칙에 등장하는 항이다. 이는 물체의 질량에 비례하는 힘의 형태이다. 이는 관성계가 아닌 좌표계의 사용에서 비롯된 현상이다. 대표적인 예로 원심력과 코리올리 힘 따위가 있다. 일반 상대성 이론에서는 중력 또한 겉보기힘과 유사하게 취급한다.

## 운동의 기술

### 관성 좌표계에서의 운동의 기술
물체의 속도란 관찰하는 사람이 보는 상대 속도이지 물체가 지닌 진짜 속도가 따로 존재하는 것은 아니다. 동일한 물체라도 누가 관찰하느냐에 따라 속도가 다르게 관찰된다. 달리고 있는 기차를 지상에 서 있는 사람이 관찰하면 시속 100km이다. 그러나 똑같은 기차를 오토바이를 타고 시속 30km로 쫓아가면서 관찰하면 이 관찰자에게 기차는 시속 70km로 달리게 된다. 또 기차와 반대방향으로 시속 30km로 달리는 오토바이에서 기차의 속력을 측정하면 시속 130km가 된다. 이것이 상대 속도인데, 이 중에서 어느 속도가 기차의 진짜 속도이냐는 질문에 답변할 수가 없다. 진짜 속도라는 것은 존재하지 않으며 모든 속도는 누가 관찰했는지를 명시한 상대 속도로 표현되어야 한다.
때문에 뉴턴 제 1법칙에 의해 힘을 받지 않는 물체가 등속도 운동을 한다고 했을 때, 이 등속도는 누가 측정할 때의 등속도인지 명확해야 한다. 어떤 물체가 가속도 운동을 한다면, 뉴턴 제 2법칙인 {\displaystyle {\overrightarrow {F}}=m{\overrightarrow {a}}}를 통해 물체가 힘을 받고 있다는 사실은 자연스럽게 알 수 있지만 속도는 관찰자에 대한 상대 속도이기 때문에 관찰자에 따라 각기 다르게 측정될 수 있다. 지상에 정지해 있는 물체를 가속도 운동을 하는 관찰자가 보면 가속도 운동하는 것처럼 보이기 때문에 사실은 아무런 힘을 받지 않아도 힘을 받고 있다고 잘못 판단할 수가 있다. 다시 말해 자신이 가속도 운동을 하는 관찰자는 (또는 가속 운동을 하는 기준계에서는) 뉴턴의 운동법칙을 제대로 적용할 수 없다는 것이다. 이 문제를 관성의 법칙으로 해결할 수 있다.
측정에 의해서 어떤 물체가 등속도 운동을 하는지 가속도 운동을 하는지 구별해 낼 방법은 없지만, 이 물체가 다른 물체와 상호작용을 하는지 안하는지는 힘의 법칙에 의해 구별할 수 있다. 만일 어떤 물체가 다른 물체와 상호작용을 하든지 안하든지 알짜힘의 크기가 0이면 그 물체는 등속도 운동을 한다. 그래서 힘을 아예 받지 않거나 또는 받는 힘의 알짜힘이 0인 물체의 운동이 등속도 운동을 하는 것으로 관찰되는 기준계를 골라낼 수 있게 된다. 이렇게 알짜힘이 0인 물체의 운동이 등속도 운동을 하는 것처럼 관찰되는 기준계를 관성 좌표계 혹은 관성계라고 부른다. 뉴턴의 운동 법칙을 적용하려면 꼭 관성계를 이용해야 한다.

### 비관성좌표계에서의 운동의 기술, 겉보기힘의 도입
책상 위에 놓인 책을 예를 들어 생각해보자. 지구가 책을 잡아당기는 중력과 책상 면이 책을 들어올리는 수직항력은 책에 서로 평형을 이루고 상쇄되어 책에 작용하는 알짜힘은 0이 된다. 그래서 책에 대해 정지한 좌표계에서 관찰한 책은 정지할 것이고, 이 기준계는 관성계라고 할 수 있다. 이제 그 옆에서 기준계에 대해 가속도 {\displaystyle {\overrightarrow {a}}}로 가속 운동하는 다른 기준계에서 책을 관찰한다고 하자. 그 기준계는 관성계에 대해 가속 운동을 하므로 분명히 관성계가 아니고 비관성계이다. 비관성계에서 책을 관찰하게 되면 책은 정지한 것이 아니라 가속도가 {\displaystyle -{\overrightarrow {a}}}인 가속 운동을 한다. 그러므로 비관성계에서 관찰하는 사람은 뉴턴의 운동 법칙에 의해 이 책에 힘 {\displaystyle {\overrightarrow {F}}=m(-{\overrightarrow {a}})}가 작용하고 있다고 생각할 것이다.
책이 아무런 힘도 받고 있지 않는 것은 책에 작용하는 알짜힘이 0인 것으로 보아 분명하다. 그러나 비관성계에서 관찰하는 사람은 책에 작용하는 힘이 0이 아니라고 관찰하게 되고 그 힘은 책의 질량과 비관성계 반대방향으로의 가속도를 곱한 것과 같다고 생각하게 된다. 비관성계 관찰할 때 물체에 작용한다고 생각되는 이런 종류의 힘을 ‘겉보기힘’이라고 부른다.
겉보기힘은 실제 힘이 아니며, 겉보기힘의 경우에는 힘이면 반드시 찾을 수 있어야 하는 반작용도 찾을 수가 없다. 실제로 존재하는 힘이 아니기 때문이다. 버스의 손잡이를 생각해보자. 버스가 정지하거나 등속도로 움직이면 손잡이는 연직선 상에 놓인다. 그러나 버스가 앞으로 점점 더 빨리 움직이는 가속 운동을 한다면 손잡이는 뒤에서 무엇이 잡아당기는 것처럼 뒤로 기울어지게 된다. 그러나 이 손잡이를 뒤에서 잡아당기는 힘은 존재하지 않는다. 이 현상을 뉴턴의 운동 법칙으로 설명하기 위해 손잡이의 질량에 비관성계의 가속도를 곱한 값에 비관성계의 가속도 방향과 반대 방향인 힘을 도입해준다. 비관성계에서만 물체에 작용한다고 생각되는 이런 힘을 겉보기힘이라 부르고 {\displaystyle {\overrightarrow {F}}=m(-{\overrightarrow {a}})}라고 쓸 수 있다. 이처럼 겉보기힘이란 오로지 물체의 운동을 비관성계에서 기술할 때만 필요한 거짓 힘인 것이다.

## 겉보기힘의 예

### 직선 운동에서의 예

그림 1: 위: 가속되고 있는 질량 M인 차에는 질랑 m인 승객이 타고 있다. 차의 추진력은 (M+m)a이다.(바퀴에 나타낸 화살표가 추진력을 나타낸다.) 관성 좌표계에서 이 힘은 오직 차와 승객에게만 작용한다.
가운데: 관성 좌표계 안에서의 상호관계를 나타내는 그림. 승객은 ma의 알짜힘을 받는다. 좌석의 질량을 무시할 때, 승객은 ma의 반작용인 (-ma)의 힘을 좌석에 가하고, 좌석은 또한 차의 추진력으로부터 외력 ma를 받아 알짜힘이 0이 된다. 차는 알짜힘 Ma를 받는데 이 알짜힘은 차의 추진력 (m+M)a에서 좌석이 받는 힘 (-ma)를 뺀 값이다.
아래: 비관성 좌표계 내에서의 상호관계를 나타내는 그림. 차가 가속되지 않고 있는 비관성 좌표계에서 차는 반대방향의 겉보기힘 -(m+M)a을 받는다. 여기서 -Ma은 차에 작용하고, -ma은 승객에게 작용한다. 차는 겉보기힘 -Ma와 추진력 (m+M)a의 힘을 받고 이 힘들의 차이인 ma가 좌석에 주어진다. 이것의 반작용으로 좌석이 차에 -ma의 힘을 가하고 결국 차는 아무런 힘도 받지 않는다. 좌석에 질량이 없다고 가정하면, 좌석은 ma의 힘을 겉보기힘 -ma를 받고 있는 승객에게로 전달한다. 따라서 승객에게 미치는 알짜 힘은 0이다. 또 이 과정에서 승객은 좌석에서 받는 힘의 반작용인 -ma의 힘을 좌석에 가하게 된다. 따라서 관성, 비관성 좌표계를 막론하고 좌석이 받는 힘과 차의 추진력은 같다.

그림 1, 위. 그림은 가속되고 있는 차를 보여준다. 차가 앞으로 강하게 가속될 때 사람들은 일반적으로 ‘좌석 뒤로 밀리는 느낌’을 받는다. 그러나 움직이지 않는 관성 기준계에서 볼 때는 뒤로 미는 힘은 아예 존재하지 않는다. 하지만 차에 타고 있는 비관성 기준계의 관찰자들에게는 분명히 뒤쪽으로의 겉보기힘이 느껴진다. 우리는 같은 문제에 대해 다르게 해석하는 두 가지 방법에 대해 다음과 같이 설명할 수 있다.
1. 그림1, 가운데. 차의 초기 운동상태와 같은 일정한 속도를 지닌 ‘관성 기준계’의 관점에서 볼 때 차는 가속되고 있는 중이다. 승객이 차 안에 머무른 채로 차와 함께 가려면 힘이 승객에게도 가해져야 한다. 이 힘은 먼저 차와 함께 앞쪽으로 움직이고 있는 좌석에 가해지고, 승객이 차와 함께 움직이도록 힘이 전해질 때까지 승객에 의해 반대방향으로 가로막히게 된다. 그러므로 이 기준계 안에서 승객은 좌석에 미치는 불균형한 힘에 의해서 가속된다.

1. 그림 1, 아래. 차 내부에서 차와 함께 가속되고 있는 기준계의 관점에서는 승객을 뒤로 미는 겉보기힘이 승객의 질량에 차의 가속도를 곱한 크기와 같은 크기로 존재한다. 이 힘은 좌석이 같은 크기에 방향은 반대인 반작용의 힘을 낼 때까지 승객을 좌석 뒤로 민다. 겉보기힘과 좌석에서 받는 (실제) 힘이 균형을 이룬 후에야 승객은 이 기준계 안에 고정되어 있을 수 있다.

어떻게 가속되고 있는 기준계가 비관성계라는 것을 발견할 수 있었을까? 가속되고 있는 기준계에서는, 모든 것의 알짜힘이 0이고 아무것도 움직이지 않는다. 그럼에도 불구하고 좌석의 눌림은 그 안에서 관찰되는데 이것은 한쪽 방향의 추진력과 승객에 의한 반작용이 서로 반대 방향으로 가해지기 때문이라고 설명할 수 있다. 어느 위치에 있는 관찰자든지 이 현상을 설명할 수 있기 때문에, 가속 기준계가 비관성계라고 식별할 수 있는 것을 좌석의 ‘눌림’ 현상에 근거할 수는 없다. 대신에 ‘눌림’을 설명하기 위한 물리적 설명의 단순성에서 기인한 것이라고는 할 수 있다.
가속되고 있는 기준계에서 좌석의 ‘눌림’에 대해 설명하려면 차의 추진력(미는 힘) 뿐 아니라 (가상적인) 힘이 필요하다. 그러나 관성 기준계에서는 오직 차의 추진력인 미는 힘만 필요하기 때문에, 가속되고 있는 좌표계는 관성이 영향을 미치지 않는 비관성 기준계라는 것을 나타내고, 이것에서 더 간단한 물리적 설명을 할 수 있게 된다.(그렇다고 반드시 더 단순한 수학 공식화가 되는 것은 아니다.)
| 애니메이션: 한쪽 블록에서 다른 블록으로 운동하는 차                                                  |
| --- |
| 차는 블록의 중반까지 가속되다가 중반에 오게 되면 즉시 가속기가 꺼지고 다음 지점에서 설 수 있게 된다. |

### 원운동에서의 예
비슷한 효과가 길에 붙어있는 관성계를 기준점으로 한 원운동에서도 나타난다. 차에 붙어 서 함께 가는 비관성 기준계에서 볼 때는 겉보기힘이 원심력으로 나타난다. 만약 차가 일정한 속도로 도로의 커브를 지나고 있다면 비관성계에서의 관찰자는 원심력에 의해 바깥쪽으로 밀린다고 느낄 것이다.
1. 길에 고정되어 있는 관점인 관성 기준계에서 볼 때, 차는 커브를 돌 때 원의 중심방향으로 가속되고 있는 중이다. 속력은 변하지 않지만 속도의 방향이 계속 바뀌고 있기 때문에 가속도는 존재한다. 이 안쪽으로의 가속도를 구심 가속도라고 부르는데, 운동을 유지하기 위해서는 구심 가속도가 필요하다. 이 경우 바퀴와 길 사이의 마찰이 구심력을 일으키고, 이 힘이 차에 주어지게 된다. 불균형한 힘 때문에 차는 가속되고, 이것은 차가 원운동을 하게끔 만든다.

1. 차와 함께 움직이고 있는 회전 기준계의 관점에서 볼 때, 차에는 가상적인 원심력이 존재하고 그것은 차를 자꾸 바깥쪽으로 밀게 된다.(뿐만 아니라 차 안에 타고 있는 승객도 차가 회전하는 바깥 쪽으로 밀린다.) 원심력은 차가 비관성계 내에서 멈춰있다고 느끼도록 만들며 바퀴와 길 사이에서 마찰의 균형을 맞춘다.

원운동에서 나타나는 겉보기힘의 한 가지 고전적인 예시는 구를 회전시키는 실험이다. 이 실험은 구를 묶어서 구의 질량 중심을 빙빙 돌게끔 하는 것인데 직선 운동하는 자동차와 마찬가지로, 이 경우 비관성 기준계에서 겉보기힘을 상쇄시킬 무엇인가가 필요하기 때문에 회전을 확인할 수 있다. 관성 기준계에서는 구가 매달려 있는 끈에 가해지는 장력을 설명하기 위해 겉보기힘은 필요하지 않다. 그러나 회전 기준계(비관성 기준계)에서 장력을 설명하기 위해서는 원심력이 반드시 필요하다.

## 참고 문헌
- 차동우, 상대성이론, 북스힐(2005)[쪽 번호 필요]

## 같이 보기
- 관성
- 원심력
- 코리올리 힘

1. ↑  “한국물리학회”. 2025년 5월 16일에 확인함.